# Jim Henson
James Maury "Jim" Henson (Sinh ngày 24 tháng 9 năm 1936 - mất ngày 16 tháng 5 năm 1990) là một nghệ nhân biểu diễn múa rối hay nhất của nước Mỹ là cha đẻ của các chú rối The Muppets nổi tiếng và chính thức ra mắt khán giả vào năm 1956 trong chương trình The Muppet Show. Jim Henson biểu diễn múa rối trong các chương trình truyền hình khác nhau như Sesame Street và Show Muppet và các bộ phim như The Movie Muppet và Great Muppet Caper, ông cũng là tác giả của những con rối cho các dự án như Fraggle Rock, The Dark Crystal, và Labyrinth. Ông từng được đề cử giải Oscar đạo diễn phim, sản xuất truyền hình Emmy và cũng là người sáng lập của Các Công ty Jim Henson, Quỹ Jim Henson. Ông chết vì bệnh vào ngày 16 tháng 5 năm 1990. Ông là người thuận tay trái.